# Magellanské lesy
Magellanské lesy jsou ekoregion rozkládající se na jihu Jižní Ameriky, který spadá do biomu temperátních listnatých a smíšených lesů a holantarktické květenné říše. Zabírají jižní část Argentiny a Chile. Jedná se o nejjižněji položené lesy na světě, jejich charakteristickými stromy jsou zejména pabuky.

## Poloha a klima

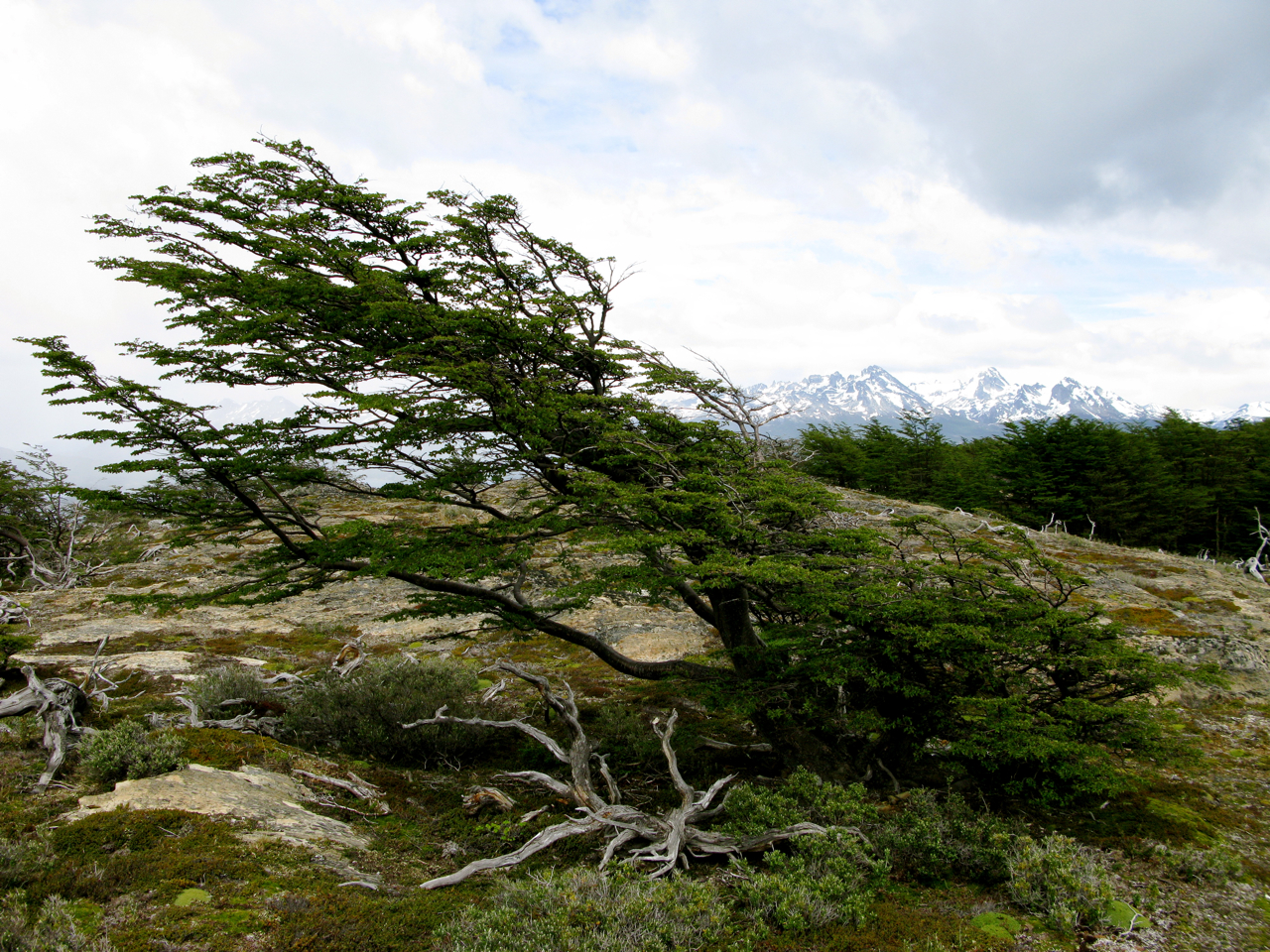
Větrem ošlehané formy stromů (pabuk jižní)

Ekoregion magellanských subpolárních lesů leží západně od And, které se po většinu své délky táhnou severojižním směrem, ale u jižního cípu Jižní Ameriky se stáčejí na východ a končí na souostroví Ohňová země. Region byl během poslední doby ledové pokryt ledovci a krajina je hluboce rozčleněna fjordy s četnými ostrovy, zálivy a průlivy, včetně Magalhãesova průlivu, který odděluje Ohňovou zemi od jihoamerické pevniny. Severně (od zhruba 48° jižní šířky) s nimi sousedí ekoregion Valdivijských deštných lesů, který má s Magellanským ekoregionem mnoho společných rysů v oblasti rostlinstva a živočišstva. Na východě leží sušší ekoregiony mírných travnatých a křovinatých oblastí Patagonie, které se nacházejí ve srážkovém stínu And a přilehlých pohoří. 
Andy a pohoří Ohňové země zachycují vlhké západní větry, které vytvářejí podmínky pro růst mírného deštného pralesa, zatímco studený oceánský Humboldtův proud, který probíhá podél západního pobřeží Jižní Ameriky, a taktéž studený Západní příhon, který prochází Jižním oceánem od západu k východu, udržují magellanský ekoregion chladný. Silný vliv oceánu zmírňuje sezónní teplotní extrémy. Průměrné roční teploty se pohybují od 6 °C na severu do 3 °C na jihu a roční úhrn srážek od více než 4 000 mm na západě do 450 mm na východě. Sněhové srážky se mohou vyskytovat i v létě, které je dosti chladné (průměrně 9 °C). Velmi časté jsou mlhy. Silné subpolární větry bičují region a nutí stromy růst ve zkroucených a ohnutých tvarech známých jako vlajkové stromy.

## Vegetace a flóra
Stejně jako valdivijský ekoregion jsou magellanské subpolární lesy útočištěm antarktické flóry a sdílejí mnoho rostlinných rodů s ekoregiony temperátních lesů Nového Zélandu, Tasmánie a Austrálie, zejména pabuky (rod Nothofagus). Proti valdivijským lesům jsou však druhově chudší, a to jak z důvodu chladnějšího klimatu, tak nedávného zalednění – ledovce způsobily ústup lesů daleko na sever a oblast byla postupně zalesňována zhruba od doby před 10 000 lety, kdy se klima oteplilo a ledovce začaly ustupovat.
Magellanský ekoregion má tři hlavní rostlinná společenstva: vřesoviště, stálezelený magellanský deštný les a opadavý magellanský les.

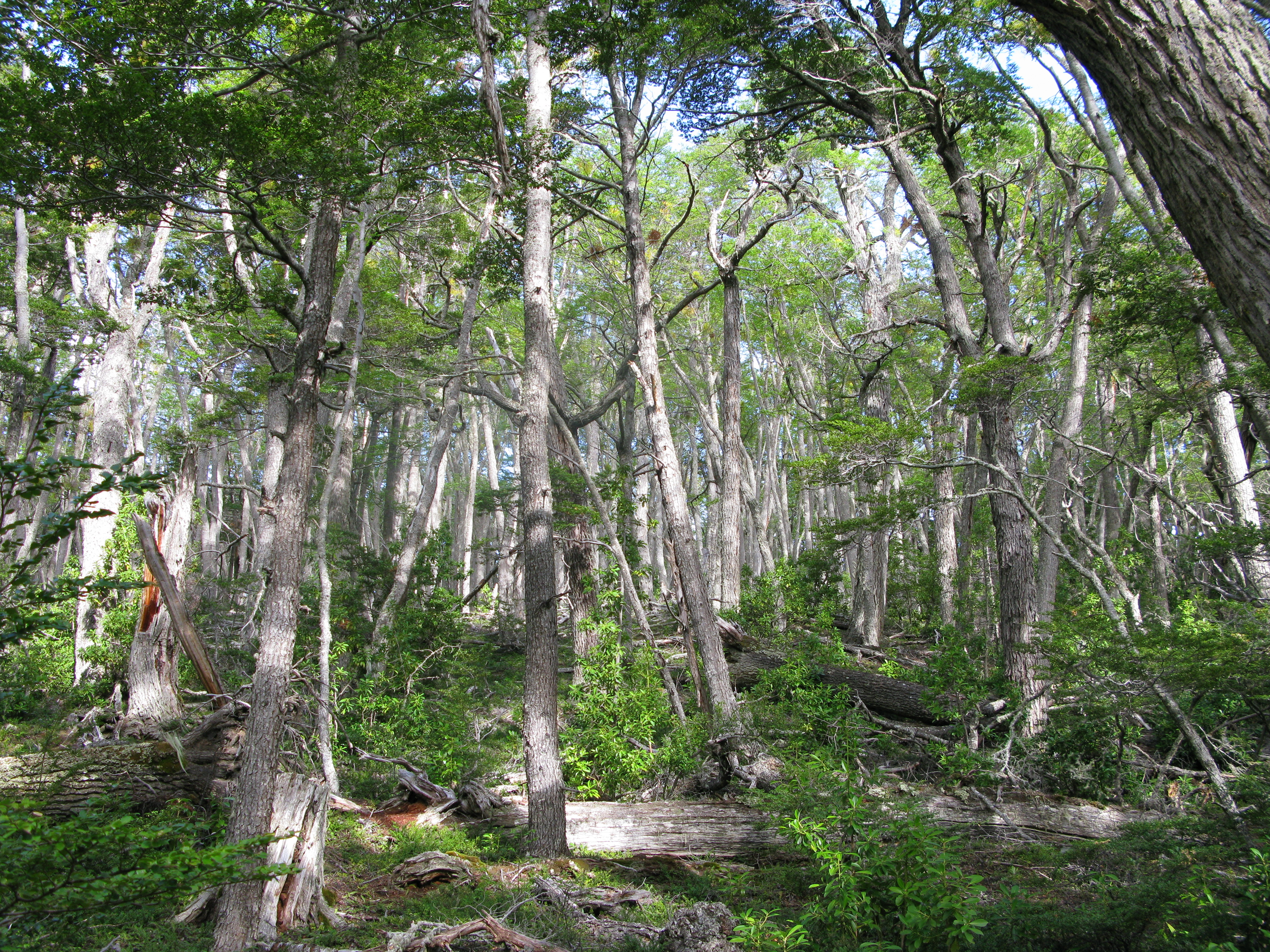
Interiér magellanských lesů

Magellanská vřesoviště se vyskytují na západním okraji regionu, kde je vliv oceánu nejsilnější. Pro vřesoviště jsou typické vysoké srážky (až 5 000 mm/rok), nízké teploty, silné větry, špatné odtokové poměry a kamenitý terén s většinou řídkou půdou. Většinu vřesovišť tvoří mozaika nízko rostoucích rostlin, včetně zakrslých keřů a větrem ošlehaných stromů, polštářovitých rostlin, trav a mechů.
Dále od oceánu, v mírnějších oblastech méně vystavených oceánskému větru a dešti, ustupují vřesoviště stálezelenému deštnému lesu. Magellanský deštný les je většinou tvořen pabukem Nothofagus betuloides spolu s dalšími stálezelenými stromy, nejčastěji Drimys winteri a Pilgerodendron uviferum, méně často Embothrium coccineum a Maytenus magellanica. V lépe situovaných lesních porostech se může vyvinout druhově bohaté keřové patro. Na exponovaných, kamenitých a špatně odvodněných místech se mohou vyskytovat kapsy s opadavými porosty pabuku jižního (Nothofagus antarctica) a rašeliništními druhy (např. libavka Gaultheria mucronata).
Dále na východ, kde srážky klesají na 800–850 mm/rok, se pabuk Nothofagus betuloides stává méně dominantním a mísí se s příbuzným druhem Nothofagus pumilio na přechodu k opadavému listnatému lesu. Ten je tvořen převážně pabukem jižním (Nothofagus antarctica) a Nothofagus pumilio. Na volných prostranstvích lze nalézt chilské jahody (Fragaria chiloensis) nebo kalafatu (Berberis buxifolia), jež dříve doplňovaly výživu (dnes již téměř neexistujících) domorodých obyvatel. Ve srážkovém stínu východně od hor lesy mizí a přecházejí do travnatých ekoregionů Patagonie.

## Fauna
V magellanských subpolárních lesích žije pudu jižní (Pudu puda), nejmenší jelen na světě, vysoký jen 35–45 cm v kohoutku. Mezi další druhy zvířat patří puma (Puma concolor) a ohrožená vydra jižní (Lontra provocax). Endemickými hlodavci jsou mara stepní, Geoxus valdivianus a viskača, malý hlodavec z čeledi činčilovitých.
K původním druhům ptáků patří datel magellanský (Campephilus magellanicus), sierra patagonská (Phrygilus patagonicus), drozd patagonský (Mimus patagonicus) a kondor andský (Vultur gryphus). Bohaté magellanské pobřežní vody a četné skalnaté ostrůvky hostí mnoho mořských ptáků, včetně albatrosů, racků, rybáků a tučňáků.

## Ochrana přírody

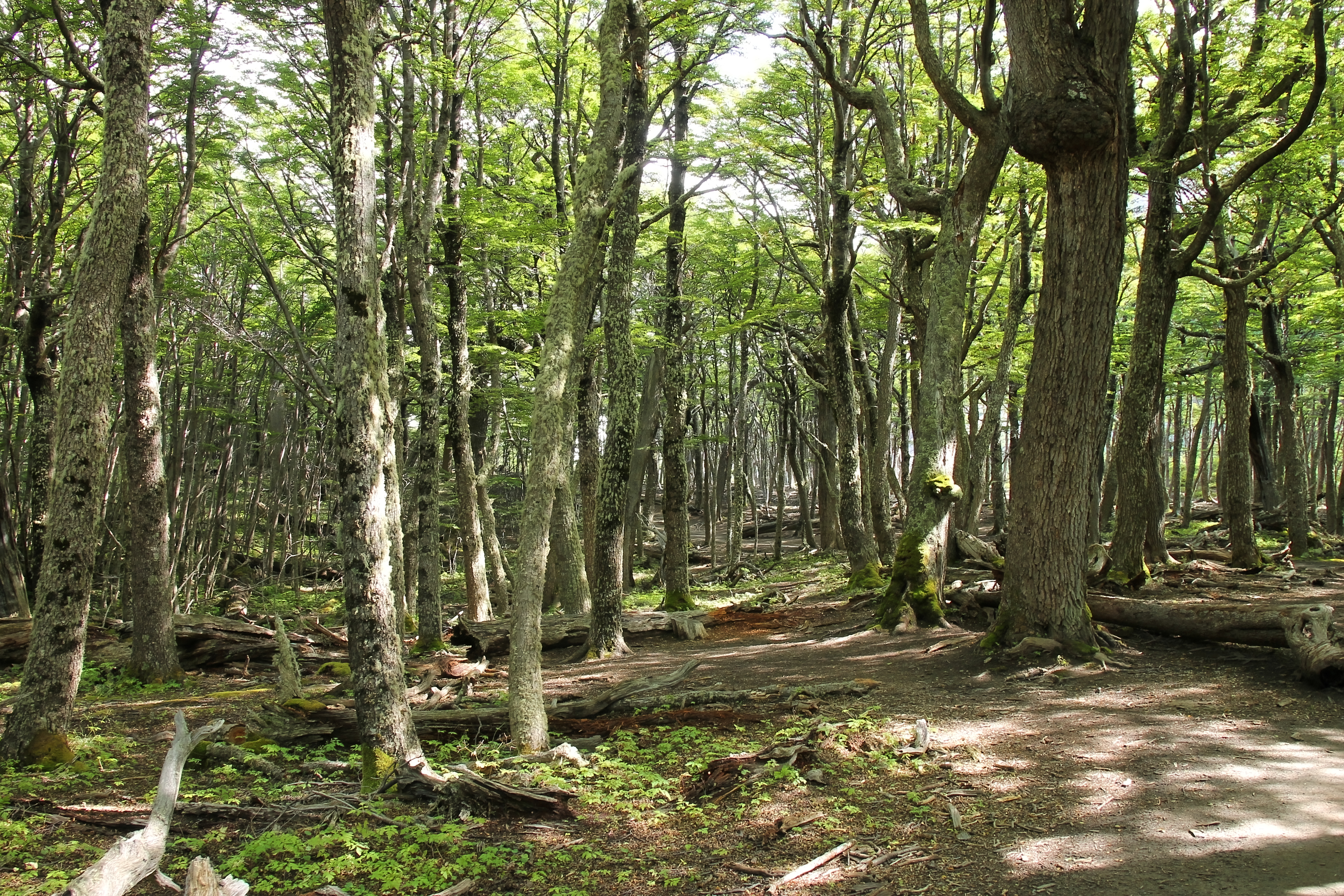
Turistická trasa v magellanských lesích

Podle hodnocení z roku 2017 se 69 938 km², tedy 46 % ekoregionu, nachází v chráněných oblastech, z nichž jsou významné například následující národní parky:

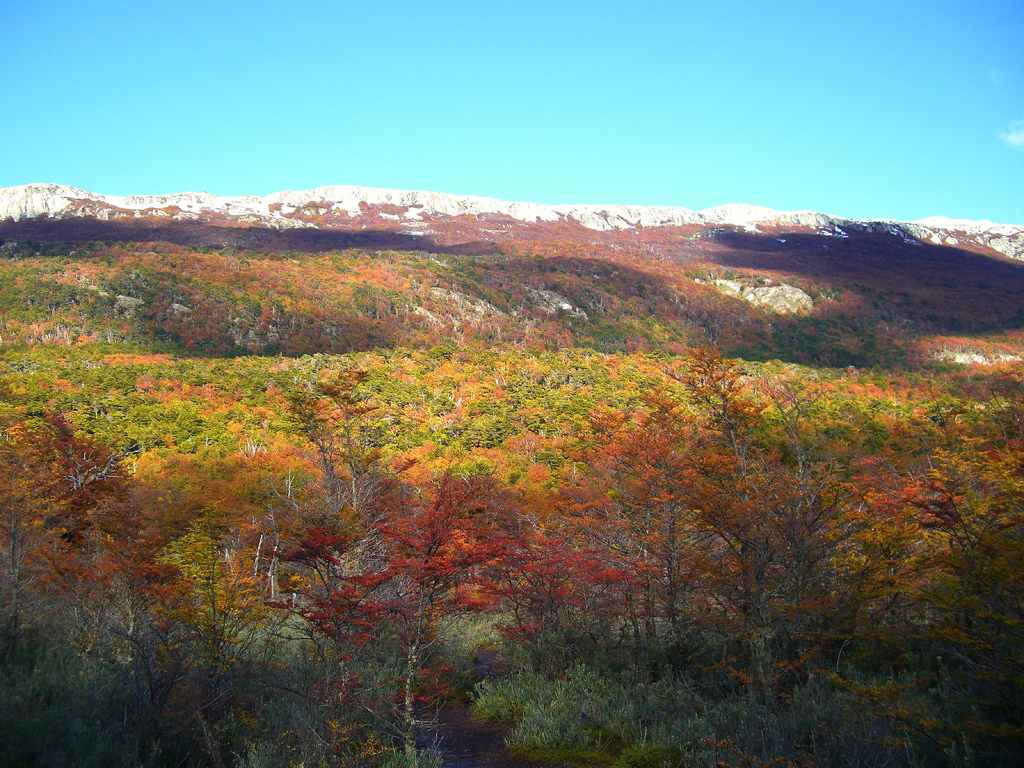
Podzimní scenérie v národním parku Tierra del Fuego

### Argentina
- NP Los Glaciares
- NP Tierra del Fuego

### Chile
- NP Alberto de Agostini
- NP Bernardo O'Higgins
- NP Cabo de Hornos
- NP Kawésqar
- NP Patagonia
- NP Torres del Paine

K hlavním ekologickým hrozbám patří přeměna a ztráta habitatu vlivem těžby dřeva a vypalování porostů, nárůst turismu a zavlečení nepůvodních druhů, například severoamerického bobra.

## Galerie

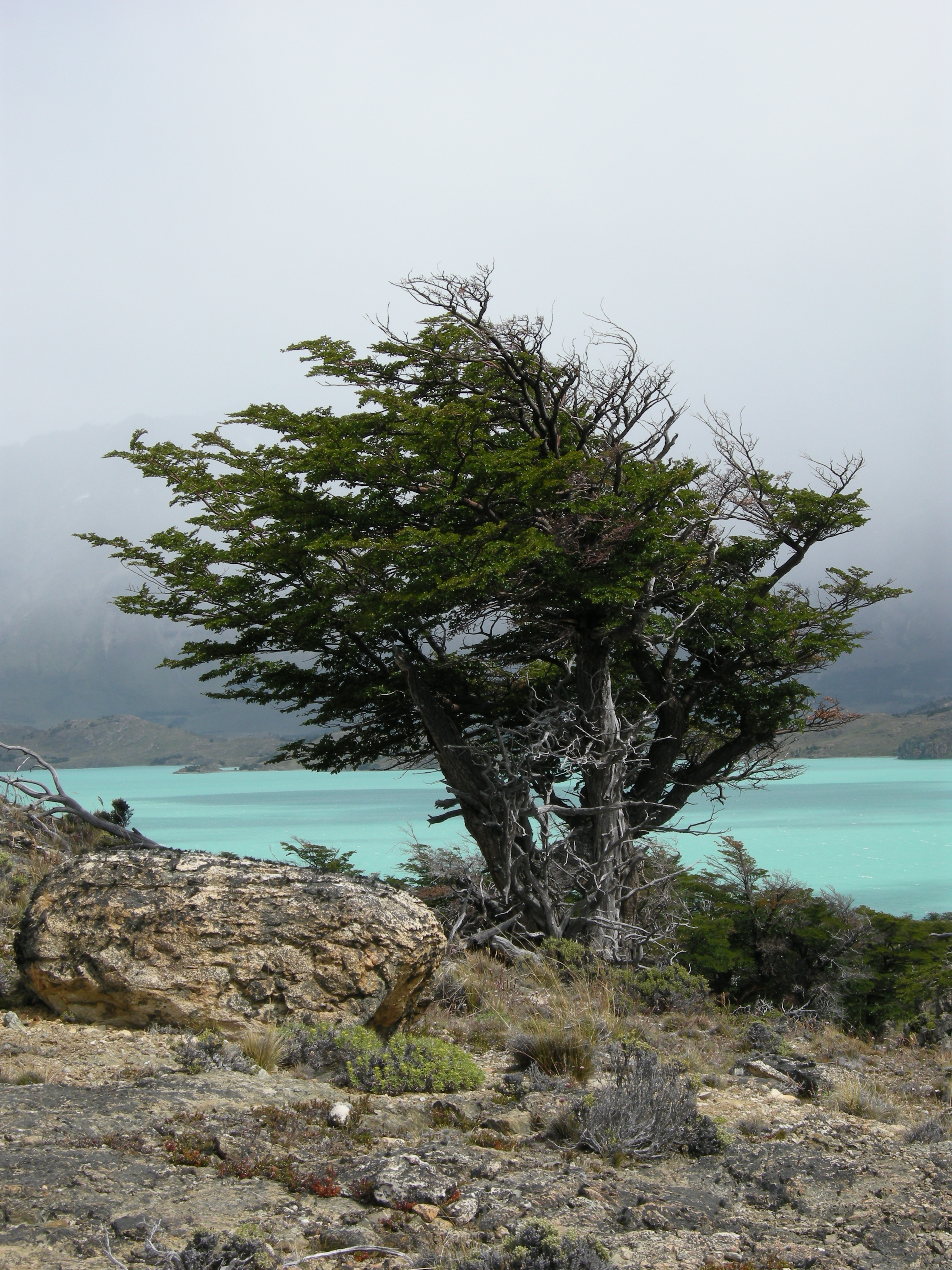
Pabuk Nothofagus pumilio, Perito Moreno, Argentina
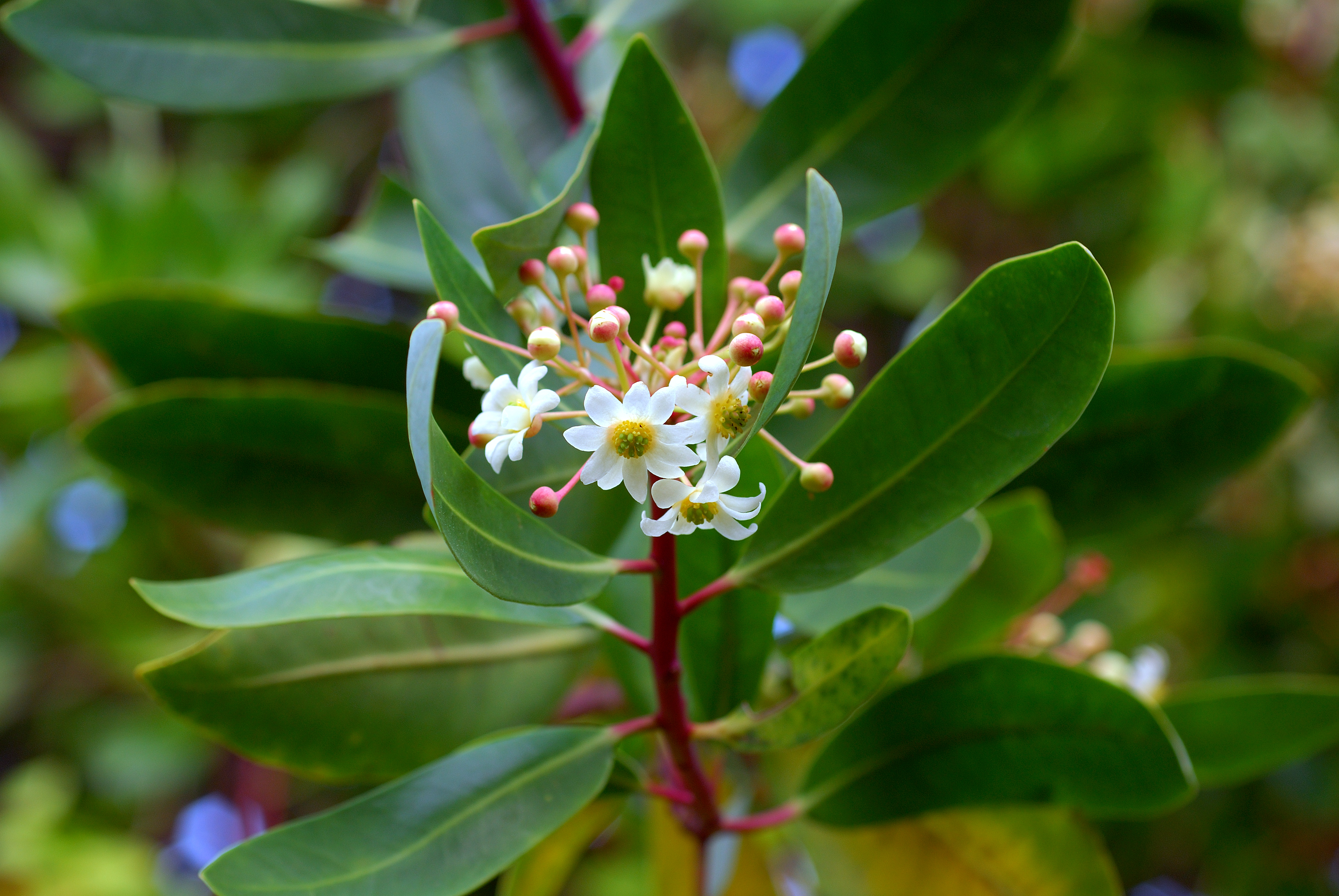
rozpylec lékařský (Drimys winteri)
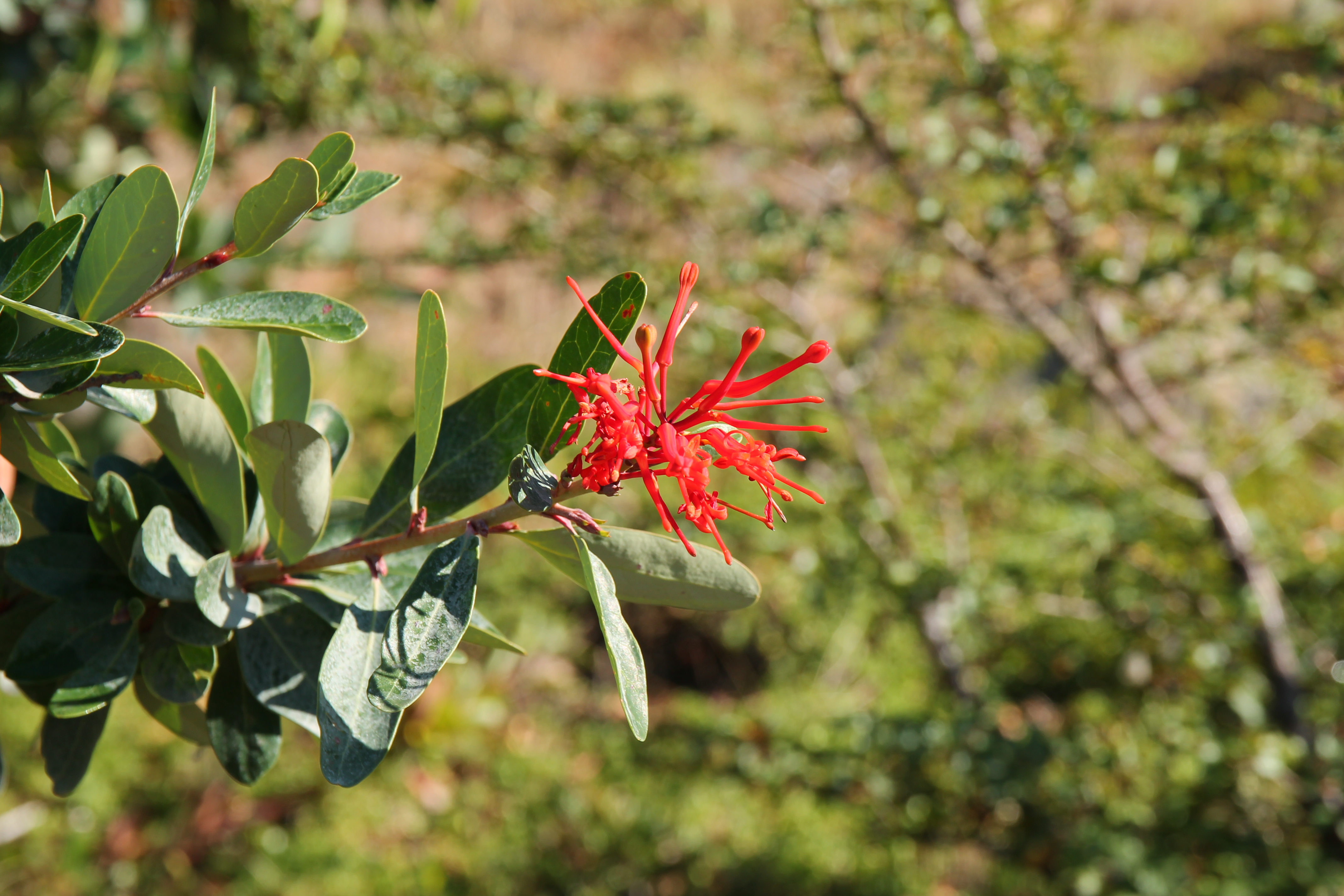
kalokeř Embothrium coccineum
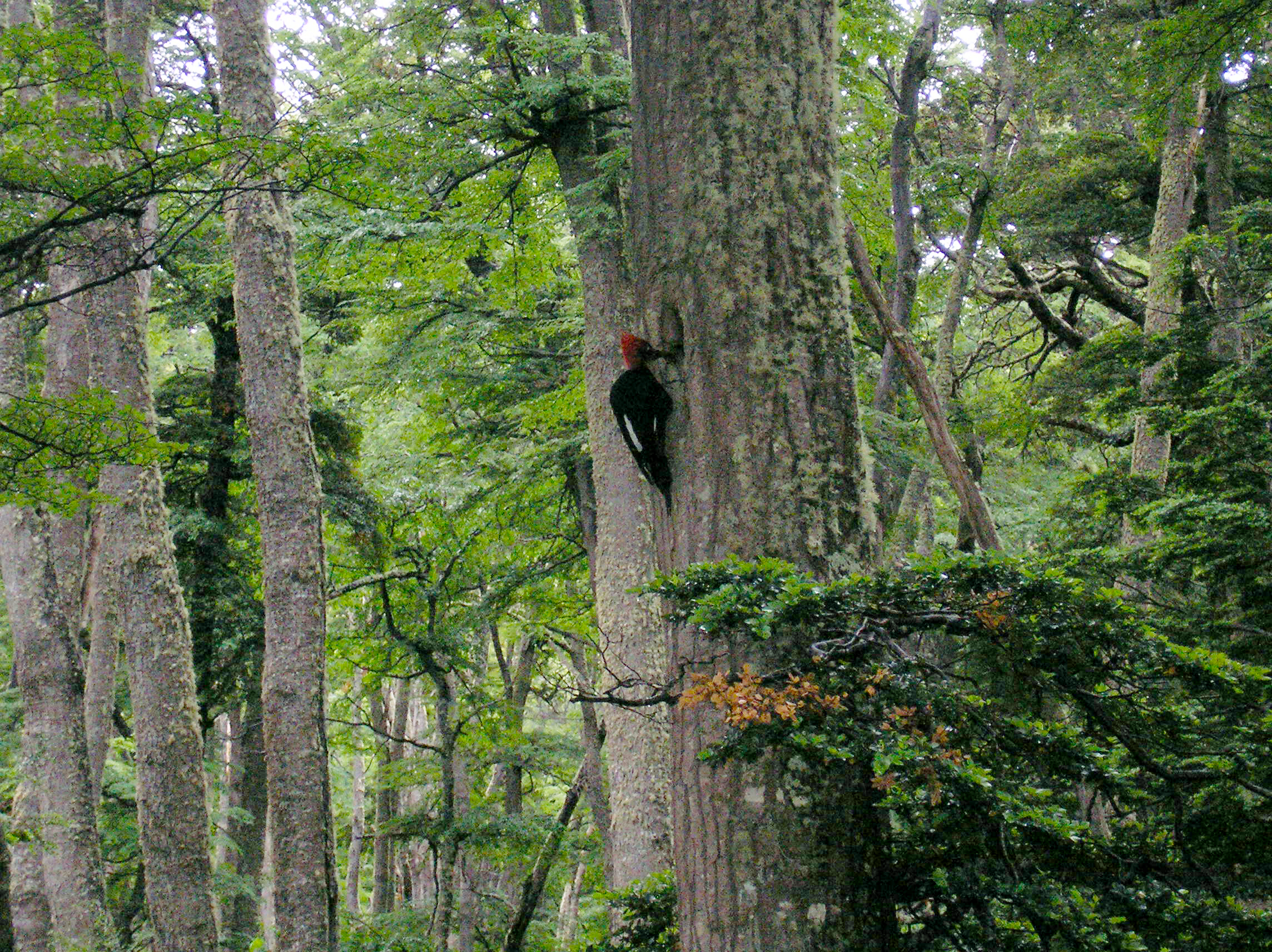
Datel magellanský
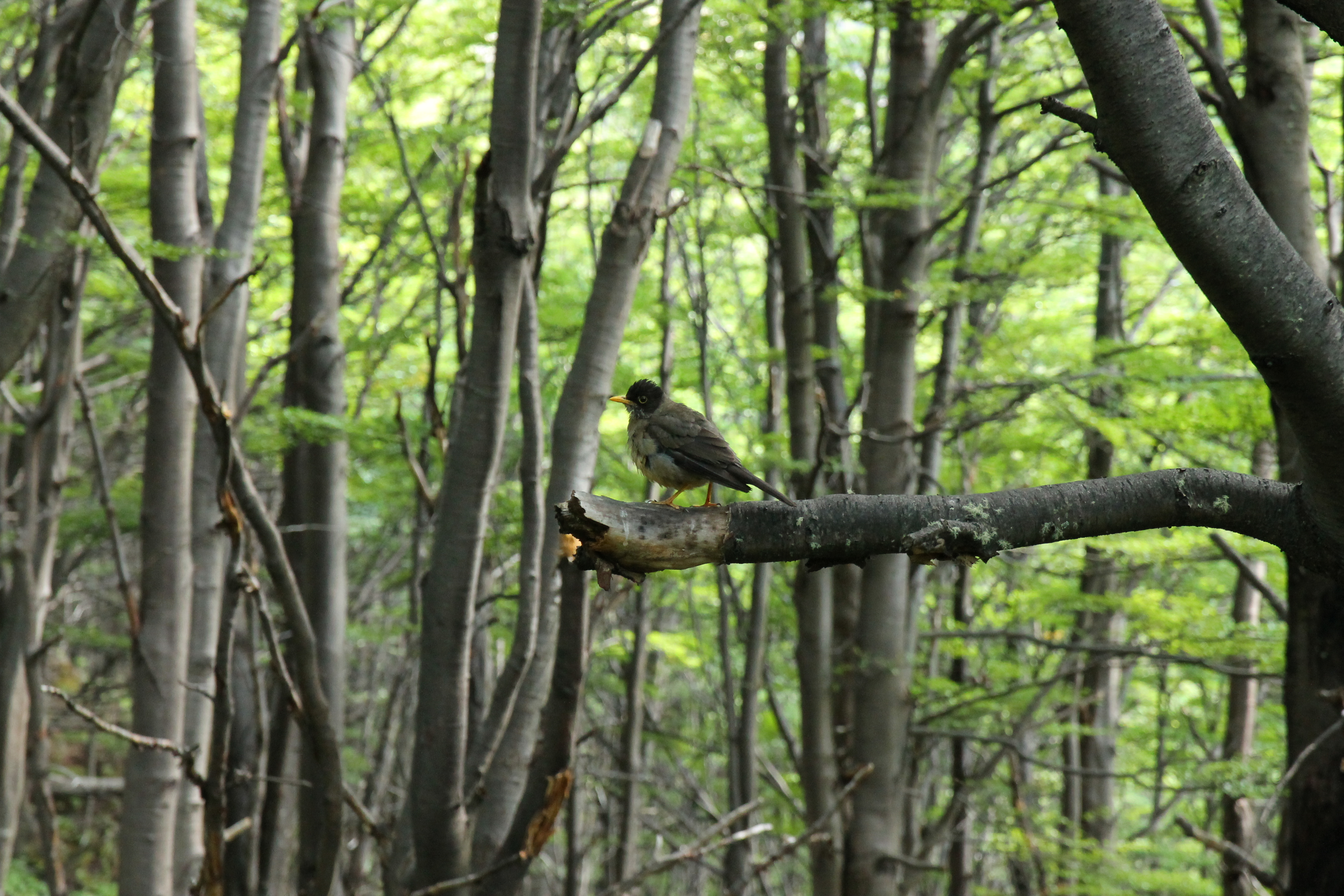
Drozd falklandský na pabuku
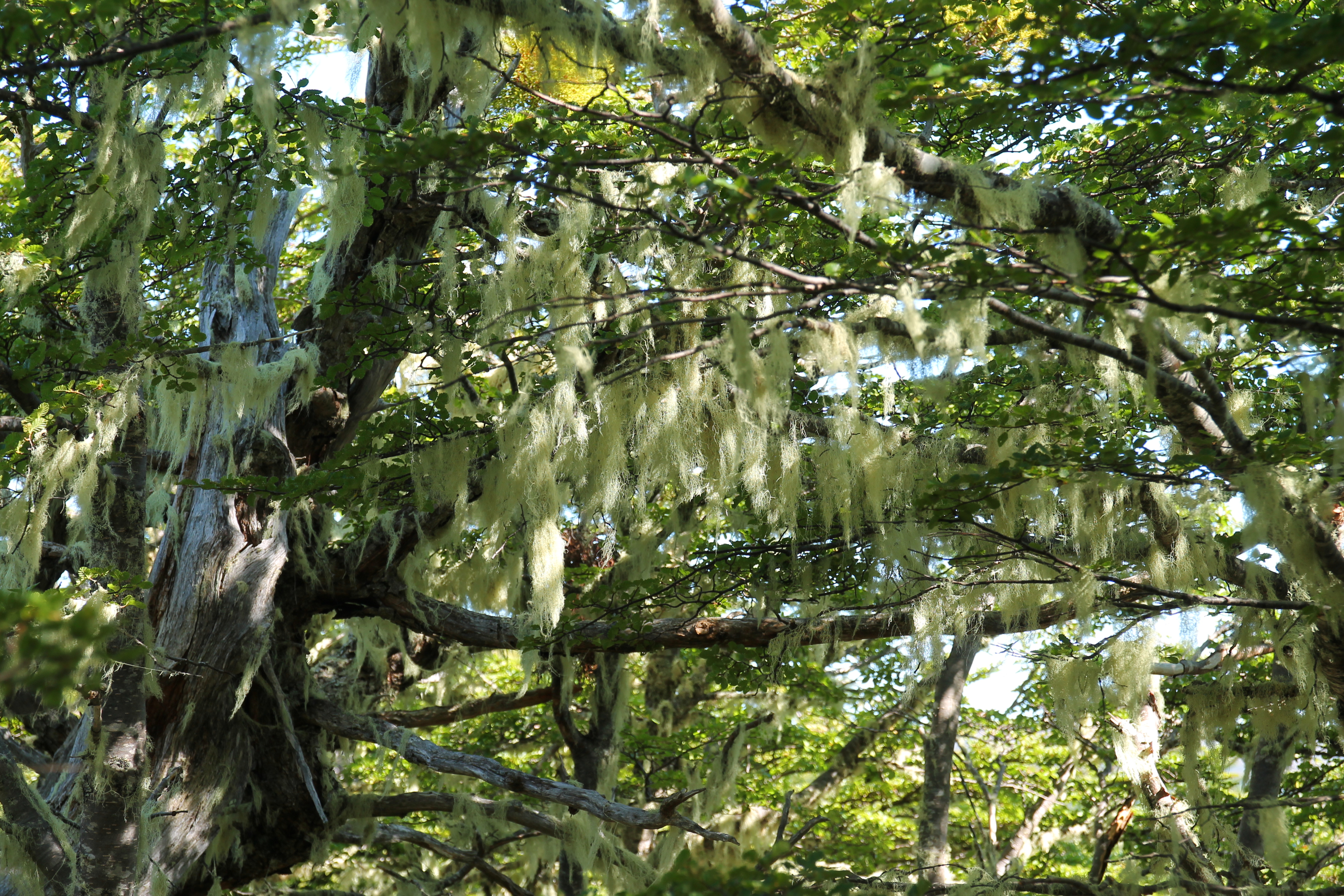
Lišejník provazovka vousatá (Usnea barbata) na pabucích
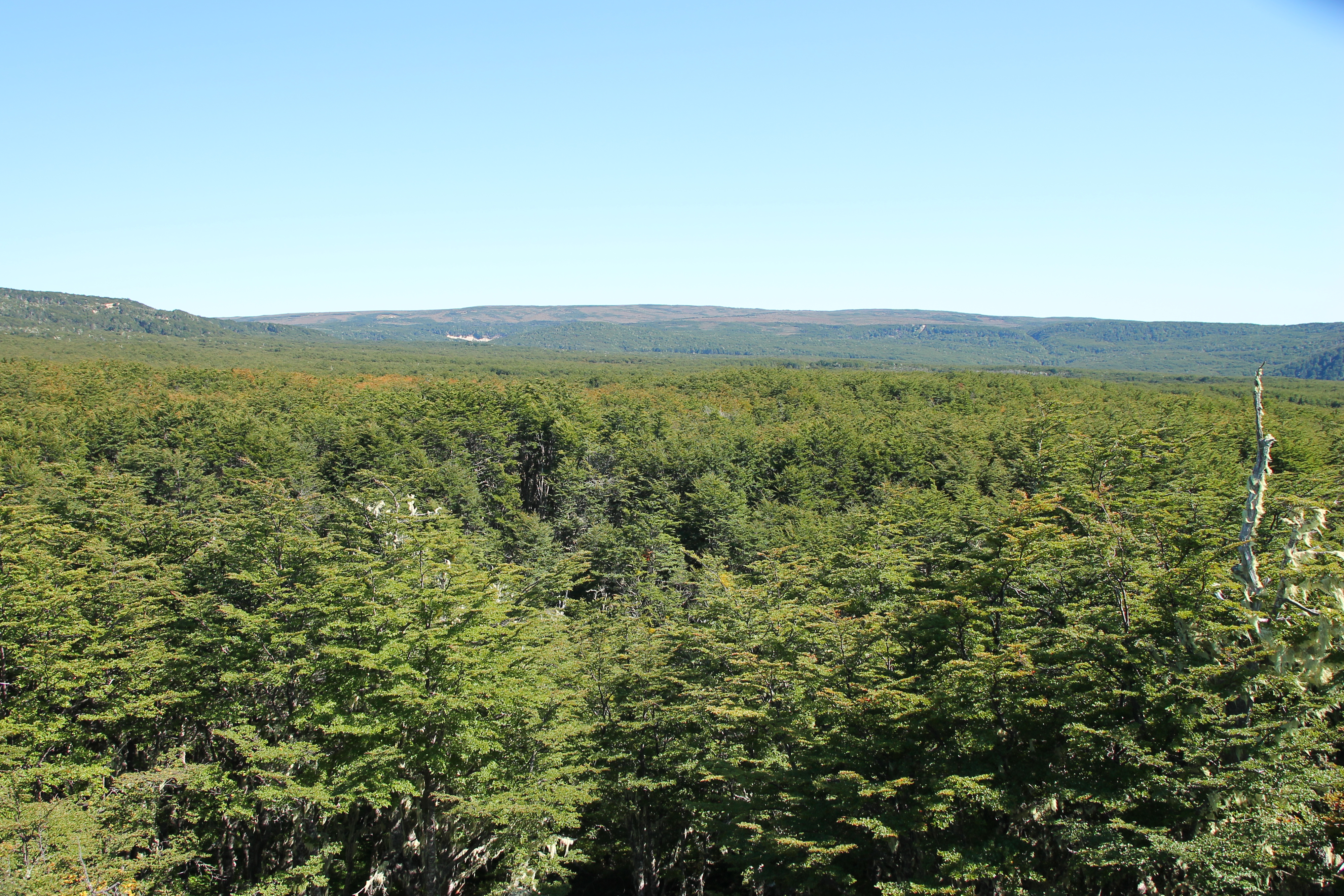
Pabukové lesy